# Шейверс-Форк
Шейверс-Форк (англ. Shavers Fork) — река на востоке штата Западная Виргиния, США. Левая составляющая реки Чит, которая в свою очередь является одной из составляющих реки Мононгахила. Длина составляет 143 км; площадь бассейна — около 554 км². Средний расход воды в районе города Боуден — 13 м³/с.
Река берёт начало на севере центральной части округа Покахонтас, на горе Торни-Флат, на высоте 1388 м над уровнем моря. В верховьях протекает через город-призрак Спрус. Течёт преимущественно в северном и северо-восточном направлениях, протекая через территорию округов Рандольф и Такер, между горными хребтами Чит-Маунтинс (на западе) и Шейверс-Маунтинс (на востоке). На реке расположены такие населённые пункты как Чит-Бридж, Бемис, Боуден и Портервуд. Соединяется с рекой Блэк-Форк у города Парсонс, формируя реку Чит на высоте около 494 м. Около 97 % бассейна реки занимают леса.